# Danny McCarthy
Danny McCarthy (n. 2 octombrie 1989) este un actor american, cunoscut în special pentru rolul agentului Danny Hale din  Prison Break difuzat de Fox.